# نوربرت توم
نوربرت ثوم (من مواليد 11 أغسطس 1946 في كلاينشتاينلوهي، تيفنباخ، بافاريا؛ يقيم في كونيز، سويسرا. مواطن سويسري منذ عام 2011) هو خبير اقتصادي ألماني سويسري وأستاذ فخري في جامعة برن حيث قام بتدريس إدارة الأعمال وتصميم المنظمات وإدارة الموارد البشرية حتى تقاعده في صيف عام 2012.

## مساره الأكاديمي
تخرج أ.د. نوربرت توم من جامعة كولونيا/ألمانيا، قسم إدارة الأعمال، ودرس علم الاقتصاد القومي والعلوم الاجتماعية كمواد ثانوية. وكان عضوًا في ندوة الدراسات العليا بالمعهد الأوروبي للدراسات المتقدمة في الإدارة (EIASM) في بروكسل، وفي عام 1976 حصل على درجة الدكتوراه بأطروحته المعنونة «فعالية عمليات الابتكار المؤسسي». وبعد ذلك تدرب عند الأستاذ إرفين جروشلا. وفي عام 1984 تأهل لتدريس إدارة الأعمال في جامعة كولونيا. وفي نفس العام شغل منصب رئيس قسم التنظيم والموارد البشرية بالإنابة في جامعة يوستوس ليبيش في جيسين/ألمانيا. وفي عام 1985 تولى تدريس مادة الإدارة والتنظيم والموارد البشرية باللغتين الألمانية والفرنسية في جامعة فريبورج السويسرية، وكان هو المدير المؤسس لندوة التنظيم وإدارة الأعمال في جامعة فريبورج.
انتقل أ.د. نوربرت توم في عام 1991 للتدريس في جامعة بيرن، حيث أسس بها معهد التنظيم المؤسسي والموارد البشرية (IOP)، وتولى إدارته حتى عام 2012.
وخلال عامي 2000 و2001 شغل منصب المدير المفوض للمعهد الدولي لإدارة الابتكار في جامعة بيرن. وفي عام 2002 شارك في تأسيس مركز كفاءة في الإدارة العامة (KPM) في جامعة بيرن.
شغل نوربرت توم العديد من المناصب، منها:
- عضو المجلس الأعلى لجامعة فريبورج السويسرية (1988-1990)،
- عضو اللجنة المالية لجامعة بيرن، والمدير المالي لكلية علوم القانون والاقتصاد (1992-1995)
- المتحدث عن قسم إدارة الأعمال في جامعة بيرن (2001-2002)
- عضو اللجنة الدائمة لمركز التميز للإدارة العامة في جامعة بيرن (اعتباراُ من عام 2002، كما تولى رئاسة هذه اللجنة من 2008-2012).
- نائب رئيس جامعة بيرن لشؤون الماليات والتخطيط (1995-1997).

كما شغل منصب أستاذ زائر في جامعات: بازل، بيرن، فريبورج (سويسرا)، لينز (النمسا)، دريسدن وريجنسبورج (ألمانيا)، كلاوزن- نابوكا (رومانيا)، الكالا دي إيناريس (أسبانيا).

## إنجازاته
كان أ.د. نوربرت توم هو أول من شغل منصب رئيس الجمعية السويسرية لإدارة الأعمال (1990-1993). وأسهم في المجالات المختلفة للاقتصاد وإدارة الأعمال من خلال كونه:
- عضواً بالمجلس العلمي السويسري، وهي مؤسسة استشارية تابعة للحكومة الاتحادية السويسرية تهتم بكافة الموضوعات المتعلقة بسياسات الشؤون العلمية (1997-2000).
- نائباً لرئيس الجمعية الاقتصادية لمقاطعة بيرن (2002-2014).
- عضواُ في مجلس الإدارة العام لاتحاد أساتذة إدارة الأعمال (2004-2005).
- نائباً لرئيس المؤسسة التابعة للجمعية السويسرية للتنظيم والإدارة (2000-2013).
- نائباً لرئيس الجمعية السويسرية للتنظيم والإدارة (1991-2007).

شغل أ.د. نوربرت منصب رئيس تحرير مجلة القيادة والتنظيم (Führung und Organisation zfo) (1986-1995)، وكان عضواً في هيئة تحرير هذه المجلة. (1996-2005)
وتولى توم رئاسة لجنة تحكيم جائزة الجمعية السويسرية للتنظيم (SGO) 7 دورات (1992-2004)،
وجائزة شتاوفن-بيل ((Staufenbiel 3 دورات منذ عام 1999، وجائزة REHAU 12 دورة منذ عام 2000، وجائزة معهد الفيزياء IOP 6 دورات منذ 2001. 
وكان عضوًا في لجنة تحكيم جائزة Seghezzi للأبحاث العلمية في مجال إدارة الجودة، وذلك في الأعوام 2003 و2005 و2007 و2009 و2011 و2013،
وكان عضوًا في لجنة تحكيم جائزة الموارد البشرية السويسرية (جائزة تُمنح سنوياً) (2003-2012).
وفي 17 أكتوبر 2016 أنشأ مؤسسة «نوربرت توم»، والتي تمنح جوائز للأبحاث العلمية في مجال «الإدارة العامة وإدارة الشركات» بالجامعات السويسرية.
وهو عضو في رابطة هانزيا برلين الكاثوليكية للطلبة في كولونيا منذ عام 1981، وهو أيضاً عضو شرفي منذ عام 2008 في رابطة الطلاب السويسرية (AKV) عن جامعة بيرن-بورجوندي.

## الجوائز والتكريمات
حصل أ.د. نوربرت توم على الجوائز والأوسمة العديدة، أهمها:
- 1978: جائزة كارل-جوت لأفضل أطروحة ألمانية في مجال علم إدارة الشركات.
- 1986: جائزة بيتر-كورتيوس بالمناصفةً في الندوة الجامعية للاقتصاد (USW).
- 1988: وسام الشرف من جامعة لينز، النمسا.
- 1992: جائزة المفكرين السويسرية عن مقالاته في إدارة الابتكار المهني وسبل عرض مقترحات (انفرد بكونه أول كيان فردي حصل على هذه الجائزة في سويسرا).
- 1993: جائزة أوسكار الأفكار الذهبية Golden Idea-Oscar عن إنجازاته في التدريس والبحث في مجال إدارة الابتكار (انفرد بكونه أول كيان فردي حصل على هذه الجائزة في سويسرا).
- 2002: العضوية الفخرية في جمعية التنظيم في ألمانيا (GfO) (العضو الوحيد الذي لم يزل وقتها ممارساً للعمل).
- 2003: العضوية الفخرية في الجمعية السويسرية لإدارة الأعمال (العضو الوحيد الذي لم يزل وقتها ممارساً للتدريس باعتباره أستاذاً في إدارة الأعمال).
- 2005: الدكتوراه الفخرية من كلية الحقوق، جامعة ميكولاس-رومريس، ليتوانيا.
- 2006: الدكتوراه الفخرية من جامعة يوهانس-كيبلر، لينز، النمسا.
- 2006: الدكتوراه الفخرية من جامعة مارتن-لوثر، هالي-فيتنبرغ، ألمانيا.
- 2007: العضوية الفخرية في الجمعية السويسرية للتنظيم والإدارة (SGO).
- 2010: الأستاذية الفخرية من جامعة Babeş-Bolyai كلوج، رومانيا.
- 2012: العضوية الفخرية في الجمعية السويسرية لإدارة الأفكار والابتكار (IDEE SUISSE).
- 2013: زمالة في مركز التميز للإدارة العامة، جامعة بيرن.
- 2014: العضوية الفخرية في الجمعية الاقتصادية بمقاطعة بيرن.
- 2019: العضوية الفخرية في جمعية الابتكار Quer.kraft بمدينة نورنبيرج الألمانية.

## مؤلفاته
نشر أ.د. نوربرت توم ما يقرب من 365 مقالاً متخصصاً في العديد من المجلات العلمية المجمعة، وأكثر من 515 مقالاً صغيراً في الصحف والمجلات المتخصصة، كما ألف ونشر أكثر من 30 كتاباً بالأخص في مجالات إدارة الابتكار المهني، وإعداد برامج تنمية قادة المستقبل، وإدارة التغيير في الشركات الخاصة والعامة، وصولاً إلى الإدارة العامة في مختلف الهيئات الحكومية على جميع مستويات الإدارة. وقد حقق نجاحًا خاصًا بمبادراته بشأن الوصف الوظيفي «للمنظم» في كلاً من دولتي ألمانيا وسويسرا. وتُرجمت بعض مؤلفاته إلى العديد من اللغات المختلفة، وصلت إلى 27 لغة. من بين مؤلفاته:
- «الأفراد في المنظمات»: نوربرت توم، فراوكه فون بيبرشتاين، أندرياس هاك - دار النشر IOP، بيرن / 2016، الرقم الدولي المعياري للكتاب 7-54-905766-3-978.
- «الشكل التنظيمي الأمثل- أساسيات وتوصيات»: نوربرت توم، فينجر أندرياس - جابلر / 2010، الرقم الدولي المعياري للكتاب 7-2015-8349-3-978.
- «إدارة المواهب»: أدريان ريتز، نوربرت توم - جابلر / 2018، الطبعة الثالثة، الرقم الدولي المعياري للكتاب 6-1811-8349-3-978.
- «علوم الإدارة في القطاعين الخاص والعام، وكيف يمكن أن يستفيد كل قطاع من الآخر؟»: نوربرت توم، يوانا هاراسيموفيتش-بيرنباخ - دار النشر Vdf Hochschulverlag / 2005 (الطبعة الثانية)، الرقم الدولي المعياري للكتاب 6-12983-728-3.
- «الإدارة التعليمية الفعالة: فرص ومخاطر الإدارة العامة في قطاع التعليم»: نوربرت توم، أدريان ريتز، ريتو شتاينر - هاوبت / 2006، الطبعة الثانية، الرقم الدولي المعياري للكتاب x-06878-258-3.
- «الإدارة العامة: مفاهيم مبتكرة للإدارة في القطاع العام»: نوربرت توم، أدريان ريتز - جابلر / عام 2017، الطبعة الخامسة، الرقم الدولي المعياري للكتاب 8-90730-834-3.
- «تنمية الموارد البشرية الحديثة: إدراك وتطوير وتنمية قدرات الموظفين»: نوربرت توم، روبرت ج. زاوج، جابلر / 2008، الطبعة الثالثة، الرقم الدولي المعياري للكتاب 0-91060-834-3.
- «دراسات في التنظيم وإدارة العاملين: طرق التدريس - دراسات حالات - حلول - مكونات نظرية»: نوربرت توم، أندرياس فينجر، روبرت زاوج - هاوبت / 2007، الطبعة الخامسة، الرقم الدولي المعياري للكتاب 6-07225-258-3.
- «الإدارة العامة. مفاهيم مبتكرة للقطاع العام»: نوربرت توم، أدريان ريتز - مطابع الجامعية الفرنسية / 2013، الرقم الدولي المعياري للكتاب 8-995-88074-2-978.